# Landes-ASten-Konferenz Schleswig-Holstein
Die Landes-ASten-Konferenz Schleswig-Holstein (kurz: LAK SH) ist ein freiwilliger Zusammenschluss aller Allgemeinen Studierendenausschüsse der staatlichen Hochschulen Schleswig-Holsteins. Im Gegensatz zu anderen Bundesländern, wie zum Beispiel bei der Konferenz Sächsischer Studierendenschaften, ist die LAK SH nicht gesetzlich vorgeschrieben, seine Notwendigkeit lässt sich jedoch aus § 72 Abs. 2 Nr. 7 HSG ableiten. Die LAK SH verfügt über keinen eigenen Haushalt und finanziert ihre Arbeit aus Zuschüssen ihrer Mitglieder.
Die LAK SH dient dem Informationsaustausch und der Koordination zwischen den Studierendenvertretungen des Bundeslandes. Darüber hinaus vertritt sie deren Interessen gegenüber der Landes- und Bundespolitik sowie der Öffentlichkeit. Sie nimmt so die überregionale Interessenvertretung der Studierendenschaften ihrer Mitgliedshochschulen wahr.
Die LAK SH handelt nach einer eigenen Geschäftsordnung. Jede Hochschule verfügt über eine Stimme. Jährlich werden zwei Vertreter gewählt, die die LAK SH nach außen repräsentieren und die Sitzungen leiten.

## Mitglieder
Zurzeit sind die Studierendenschaften aller staatlichen Hochschulen Schleswig-Holsteins Mitglied in der Landes-Asten-Konferenz. Dies sind:
- Christian-Albrechts-Universität zu Kiel
- Hochschule Flensburg (Fachhochschule)
- Fachhochschule Kiel
- Technische Hochschule Lübeck
- Fachhochschule Westküste
- Musikhochschule Lübeck
- Muthesius Kunsthochschule Kiel
- Europa-Universität Flensburg
- Universität zu Lübeck